# Félix De Roy
Félix De Roy (Amberes, 25 de julio de 1883-ibídem, 15 de mayo de 1942) fue un periodista belga, con una notable dedicación a la observación astronómica, a la que era un notable aficionado.

## Semblanza
Entre 1926 y 1940 fue redactor en jefe del diario liberal francófono de Amberes "Le Matin" (La Mañana), desaparecido en 1974. Anteriormente había sido periodista de las publicaciones "La Métropole", "l'Action Nationale" y del "Neptune".
Apasionado de la astronomía, fue nombrado presidente de la Sociedad de Astronomía de Amberes, manteniéndose en contacto regularmente con el Real Observatorio de Bélgica situado en Uccle. Construyó un telescopio que instaló en el jardín de su domicilio de Oude-God («Viejo-Dios») en Mortsel.
La universidad de Utrecht le otorgó en 1936 el título de doctor honoris causa en ciencias físicas y matemáticas. Su contribución más notable a la astronomía consistió en unas 90 000 observaciones visuales de estrellas variables.
A finales del invierno de 1941-1942 contrajo una neumonía que, a falta de antibióticos, acabó con su vida el 15 de mayo de 1942.

## Reconocimientos
- El cráter lunar De Roy lleva este nombre en su honor.